# Пиједра Агуза (Порторико)
Пиједра Агуза (шп. Piedra Aguza) град је у америчкој острвској територији Порторико, острвској држави Кариба.

## Демографија
По попису из 2010. године број становника је 2.901.
| Група             | 2000.    | 2010.         |
| Белци             | 0 (0,0%) | 20 (0,7%)     |
| Афроамериканци    | 0 (0,0%) | 331 (11,4%)   |
| Азијати           | 0 (0,0%) | 2 (0,1%)      |
| Хиспаноамериканци | 0 (0,0%) | 2.868 (98,9%) |
| Укупно            | 0        | 2.901         |